# Nairuz
Nairuz (arabisch عيد النيروز, DMG ʿīd an-nairūz) ist das Fest zum Jahresanfang des koptischen Kalenders. Das Wort ist verwandt mit dem persischen Nouruz. Nairuz wird am ersten Tag des Monats Thout begangen. Das Datum entspricht im Gregorianischen Kalender dem 11. September oder, wenn das darauffolgende gregorianische Jahr ein Schaltjahr ist, dem 12. September.